# Big Crunch

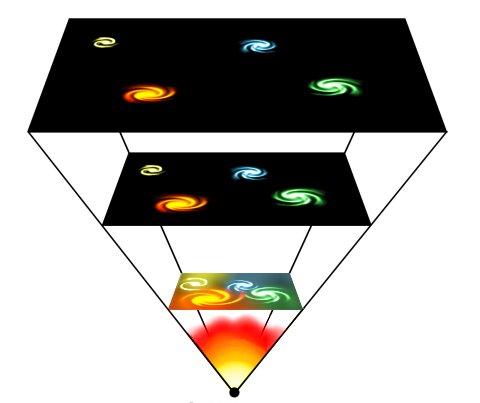
Schematische weergave van de Big Crunch

De Big Crunch of Eindkrak is het theoretisch tegenovergestelde van de big bang, de ineenstorting van het heelal in de zeer verre toekomst als gevolg van de zwaartekracht. Deze hypothetische gebeurtenis vindt alleen plaats als de hoeveelheid materie in het heelal groot genoeg is. Indien de dichtheid kleiner is dan de kritische dichtheid, zal het heelal oneindig blijven uitdijen en afkoelen. Deze andere mogelijkheid wordt ook wel de Big Chill genoemd. Een derde mogelijkheid is de Big Rip.
Recente waarnemingen hebben echter aangetoond dat de snelheid waarmee het heelal uitdijt, veel te groot is geworden om te laten afremmen door de zwaartekracht. Gas- en stofwolken zullen zich steeds verder van elkaar bevinden zodat er een minder hoge concentratie zal zijn van gas en stof in het heelal. Hierdoor zullen er minder sterren gaan ontstaan en sterrenstelsels zullen in aantal gaan afnemen. Maar dit is nog voor de verre toekomst.
Recent onderzoek aan de kosmische achtergrondstraling door de WMAP-satelliet heeft aangetoond dat de dichtheid van het heelal overeenkomt met de kritische dichtheid. Dit heeft tot gevolg dat het heelal langzamer zal uitdijen en dat de snelheid asymptotisch tot nul nadert.
Het onderzoek naar type 1A supernovae (Supernova Cosmology Project) heeft echter aangetoond dat de uitdijing van het heelal niet afneemt, maar juist toeneemt. 
Menselijke kennis is gebaseerd op extrapolatie van waarnemingen die in tijd en plaats in een uiterst klein deel van het heelal zijn gedaan. Daardoor kan nooit met zekerheid worden gezegd dat een Big Crunch wel of niet zal plaatsvinden. Maar de waarnemingen die tot nu toe zijn gedaan, maken deze hypothese, vergeleken met de andere mogelijkheden, erg onwaarschijnlijk.